# Dagens Nyheter
Dagens Nyheter er Sveriges største morgenavis og tidligere det største svenske dagblad overhovedet. Avisen blev grundlagt i 1864 og karakteriserer sig selv som uafhængigt liberalt. Bladet ejes af Bonnier-koncernen fra 1998.
Blandt avisens chefredaktører findes navne kendt fra svensk litteratur og kulturdebat som Herbert Tingsten (1946-1959), Olof Lagercrantz (1960–1975), Per Wästberg (1976–1982) og Arne Ruth (1982–1998). Arne Ruth fratrådte som konsekvens af Bonnier-koncernens overtagelse.